# Florence Beaumont
Florence Beaumont, fallecida el 15 de octubre de 1967 en Los Ángeles (California), es una de los nueve artistas estadounidenses conocidos por autoinmolarse en protesta por la escalada de violencia en la Guerra de Vietnam. Madre de dos hijos, se autoquemó con gasolina en frente de un edificio federal en Los Ángeles como protesta por la actuación de los EE. UU. en la guerra de Vietnam.